# 1061 Paeonia
1061 Paeonia este un asteroid din centura principală, descoperit pe 10 octombrie 1925, de Karl Reinmuth.